# 705 Erminia
705 Erminia eller 1910 KV är en asteroid i huvudbältet, som upptäcktes den 6 oktober 1910 av den tyske astronomen Emil Ernst i Heidelberg. Den har fått sitt namn efter operan Erminie, av Edward Jacobowsky.
Den har en diameter på ungefär 132 kilometer.